# Jefferson River

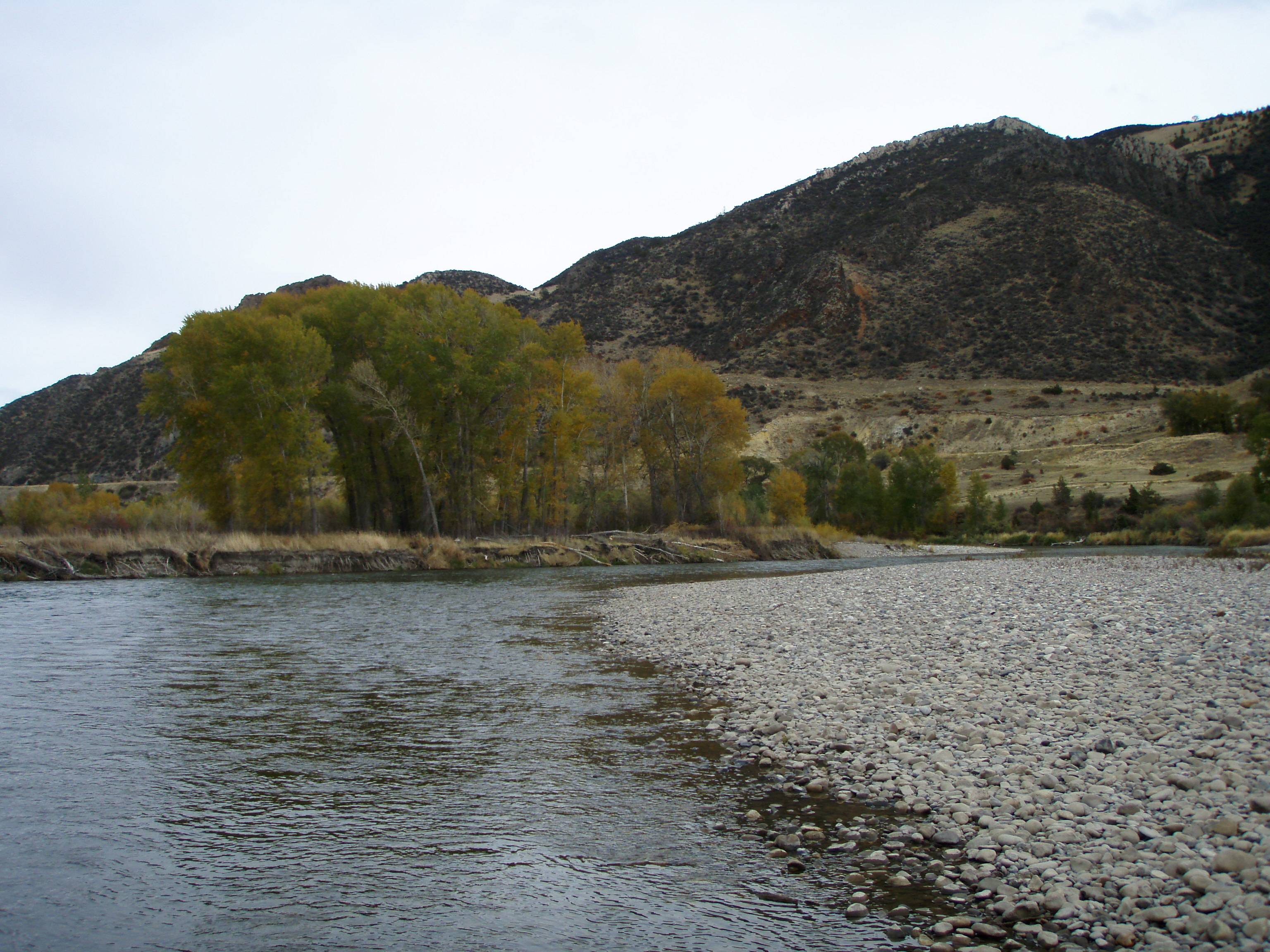
Jefferson River nära Parrot Castle, oktober 2007

Jefferson River är en cirka 330 km lång biflod till Missourifloden. Den har sin början i bergskedjan Centennial Mountains och heter där Red Rock River. Jefferson River sammanflyter med Madison River och Gallatin River vid Three Forks, Montana, där de tre floderna tillsammans bildar Missourifloden.
Jefferson River namngavs 1805 av Lewis och Clark efter USA:s dåvarande president Thomas Jefferson.